# Гризиньяно-ди-Дзокко
Гризиньяно-ди-Дзокко (итал. Grisignano di Zocco) — коммуна в Италии, располагается в провинции Виченца области Венеция.
Население составляет 4231 человек, плотность населения составляет 249 чел./км². Занимает площадь 17 км². Почтовый индекс — 36040. Телефонный код — 0444.
В коммуне 25 марта особо празднуется Благовещение Пресвятой Богородицы.